# Peter Mark Roget
Peter Mark Roget (ur. 18 stycznia 1779 w Londynie, zm. 12 września 1869 w Malvern) – brytyjski lekarz i leksykograf. Autor Roget’s Thesaurus, pierwszego tezaurusa – słownika z podziałem pod względem semantycznym. 
Urodził się w londyńskim Soho jako syn pastora francuskiego kościoła protestanckiego. Studiował na uniwersytecie w Edynburgu i w wieku 19 lat został lekarzem. Karierę rozpoczynał w Manchesterze, w 1808 przeniósł się do Londynu, gdzie pełnił funkcję lekarza przy ambasadzie hiszpańskiej a także profesora fizjologii w Russel Institution. Był m.in. członkiem Royal Society, w którym pełnił w latach 1827–1849 stanowisko sekretarza. 
Z zawodu lekarza zrezygnował w 1840 i rozpoczął pracę nad różnymi projektami, m.in. kieszonkową szachownicą i maszynami liczącymi. Po rezygnacji ze stanowiska sekretarza w Royal Society w pełni poświęcił się pracy leksykograficznej. W 1852 opublikował pierwsze wydanie Roget’s Thesaurus, który okazał się sukcesem, do czasu jego śmierci ukazało się 28 wydań.